# Edward Berger
Edward Berger (Wolfsburgo, Baja Sajonia, Baja Sajonia; 6 de marzo de 1970) es un guionista y director de cine alemán con nacionalidades suiza y austríaca.

## Carrera
Se graduó en la Tisch School of the Arts de la Universidad de Nueva York en 1994. Allí escribió y dirigió numerosos cortometrajes, algunos de los cuales tuvieron repercusión internacional a través de diversos festivales. Se unió a la productora independiente Good Machine, colaborando, entre otros, en trabajos de Ang Lee y Todd Haynes, mientras impartía clases en la Universidad de Columbia y en la Universität der Künste Berlin. Desde 1997 vive en Berlín, trabajando como guionista y director sobre todo de series para la pequeña pantalla, aunque también ha dirigido varias películas.
Posiblemente sus dos películas más conocidas sea Jack, que se presentó en el 64° Festival Internacional de Cine de Berlín y premiada, entre otros, en el German Film Prize de 2015. En el 2024, presentó la película británico-estadounidense Cónclave.
En 2014, Berger dirigió los cinco primeros episodios de la serie de TV Deutschland 83.

## Filmografía

### Cine y televisión
- 1998: Gomez – Kopf oder Zahl (guionista y director)
- 2001: Frau2 sucht HappyEnd (guionista y director)
- 2001, 2002: Schimanski (serie de TV; director de dos episodios)
- 2004: Bloch (serie de TV; dirigió el episodio Schwestern)
- 2005, 2006: Unter Verdacht (serie de TV; dirigió un episodio y escribió el guion de dos)
- 2006: Tatort (serie de TV; dirigió un episodio en 2006 y otro en 2013)
- 2007: Windland (película para TV; director)
- 2008: KDD – Kriminaldauerdienst (serie de TV; dirigió tres episodios y escribió dos)
- 2010: Polizeiruf 110 (serie de TV; guionista y director del episodio Aquarius)
- 2011: Ein guter Sommer (película para TV; guionista y director)
- 2012: Mutter muss weg (película para TV; director)
- 2014: Jack (película; director y guionista)
- 2015: Deutschland 83 (serie de TV)
- 2018: The Terror (serie de TV)
- 2018: Patrick Melrose (serie de TV)
- 2019: All My Loving (película; director y guionista)
- 2020: Your Honor (serie de TV)
- 2022: Sin novedad en el frente (película; director)
- 2024: Cónclave (película; director)

## Premios y nominaciones
- 1998: Ganador del Film Prize de la ciudad de Lünen en el Kinofest Lünen por Gomez – Kopf oder Zahl
- 2000: Variety Award por Frau2 sucht HappyEnd
- 2003: Nominación al Grimme-Preis por el episodio Asyl de la serie Schimanski
- 2004: Nominación al International Emmy Award por el episodio Asyl de la serie Schimanski
- 2012: Grimme-Preis por Ein guter Sommer
- 2013: Nominación al Grimme-Preis por Mutter muss weg
- 2013: Nominación al Hamburger Krimipreis por Mutter muss weg
- 2014: Premio de la Audiencia en el festival Mecklenburg-Vorpommern en Schwerin por Jack
- 2014: Premio de la Audiencia en el festival de cine alemán Ludwigshafen por Jack
- 2014: Premio al mejor guion en el Fünf-Seen-Filmfestival en Starnberg por Jack
- 2014: Filmfest Lünen por Jack
- 2014: Deutscher Regiepreis Metropolis a la mejor película por Jack
- 2015: Bavarian Film Prize por Jack
- 2015: TV-Festival Séries Mania Paris, Best World Drama, Deutschland 83
- 2015: European Youth Film Festival de Flanders, Best Feature Film, por Jack
- 2015: Nominación al premio de cine alemán Prize Lola en tres categorías por Jack
- 2015: German Film Prize en Silver a la mejor película por Jack

### Premios Óscar
| Año  | Categoría                    | Trabajo nominado       | Resultado |
| ---- | ---------------------------- | ---------------------- | --------- |
| 2023 | Mejor guion adaptado         | Im Westen nichts Neues | Nominado  |
| 2023 | Mejor película internacional | Im Westen nichts Neues | Ganador   |

### Globo de Oro
| Año  | Categoría                    | Trabajo nominado       | Resultado |
| ---- | ---------------------------- | ---------------------- | --------- |
| 2023 | Mejor película internacional | Im Westen nichts Neues | Nominado  |